# Bertil Malmberg
Bertil Frans Harald Malmberg (Härnösand, 13 agosto 1889 – Stoccolma, 11 febbraio 1958) è stato un poeta, traduttore e sceneggiatore svedese.
Laureatosi a Stoccolma nel 1907 si trasferì poco dopo in Germania (Uppsala, Berlino, Lund, Monaco di Baviera) dove fu notevolmente influenzato dalla cultura tedesca. Poeta assai elaborato, pubblicò nel 1908 la raccolta Incendi, seguita da molte altre (Orfica, 1923; L'albero delle illusioni, 1932). L'avvento del nazismo gli ispirò il dramma Sua eccellenza (1942). 
Dopo la guerra ritornò a un'ispirazione che si richiama al decadentismo (Sotto l'arco cadente della luna, 1947; Gioco con le luci, 1953; Tastiera, 1955), ottenendo risultati di grande musicalità. 
Tra il 1953 ed il 1958 fu membro dell'Accademia Svedese.

## Opere
- 1908, Bränder
- 1911, Uppgörelse och löfte
- 1912, Dåd och dröm
- 1915, Schillers estetisk-filosofiska diktning
- 1916, Atlantis
- 1917, En blödande jord
- 1919, Fiskebyn
- 1923, Orfika
- 1924, Åke och hans värld (da cui è stato tratto un film nel 1984, vedi Åke och hans värld)
- 1927, Slöjan
- 1929, Vinden
- 1932, Illusionernas träd
- 1932, Från George till Kästner (insieme a Johannes Edfelt e Irma Nordvang)
- 1935, Dikter vid gränsen
- 1936, Tyska intryck 1936
- 1937, Värderingar
- 1938, Sångerna om samvetet och ödet
- 1939, Dikter i urval
- 1941, Flöjter ur ödsligheten
- 1942, Excellensen (testo teatrale)
- 1946, Samlade dikter
- 1947, Under månens fallande båge
- 1948, Men bortom marterpålarna
- 1949, Utan resolution
- 1949, Staden i regnet (testo teatrale)
- 1950, Med cyklopöga
- 1950, Ett stycke väg
- 1951, Idealet och livet
- 1952, Ett författarliv
- 1953, Lek med belysningar
- 1954, Dikter. 1908-1941
- 1954, Dikter. 1942-1953
- 1955, Klaviatur
- 1955, Lyrikern Edvard Bäckström
- 1956, Förklädda memoarer

## Filmografia scelta
- 1947 Det vackraste på jorden
- 1945 Brott och Straff (copione)
- 1944 Flickan och Djävulen (copione)
- 1944 Excellensen (copione)
- 1938 Sol över Sverige
- 1920 Fiskebyn (copione)
- 1917 Värdshusets hemlighet (copione)
- 1917 Allt hämnar sig
- 1916 Millers dokument (copione)